# Mós (Torre de Moncorvo)
Mós é uma povoação portuguesa sede da Freguesia de Mós do Município de Torre de Moncorvo, freguesia com 58,69 km² de área e 189 habitantes 
(censo de 2021), tendo, por isso, uma densidade populacional de 3,2 hab./km².
Mós foi vila e sede de concelho até ao início do século XIX. Este era constituído pelas freguesias de Carviçais e de Mós. Tinha, em 1801, 1358 habitantes.
A freguesia é composta por duas aldeias:
- Mós
- Quinta das Centeeiras

## Demografia
A população registada nos censos foi:
| Ano  | 0-14 Anos | 15-24 Anos | 25-64 Anos | > 65 Anos |
| 2001 | 14        | 22         | 122        | 151       |
| 2011 | 7         | 11         | 84         | 144       |
| 2021 | 10        | 5          | 73         | 101       |

## Património
- Castelo de Mós
- Calçada de Mós
- Ferraria da Chapa Cunha
- Fonte de Mós
- Igreja de Mós ou Igreja de Santa Maria
- Pelourinho de Mós